# Myrmophilellus meneliki
Myrmophilellus meneliki är en insektsart som först beskrevs av August Reichensperger 1913.  Myrmophilellus meneliki ingår i släktet Myrmophilellus och familjen Myrmecophilidae. Inga underarter finns listade i Catalogue of Life.